# 상하이 국제 영화제
상하이 국제 영화제(중국어: 上海国际电影节)는 상하이에서 열리는 중국 최초의 국제 영화제로, 도쿄 국제 영화제와 함께 동아시아에서 큰 규모를 이룬다. 1993년에 처음으로 개최된 상하이 국제 영화제는 국제영화제작자연맹(FIAPF)으로부터 비전문 국제 경쟁영화제로 승인받았다. 홀수해 10월 격년제로 열리다가 2001년부터 6월로 변경하여 매해 개최되었다. 그 후로 매년 6월 10일 동안 200여건의 영화 작품을 상영한다.

## 역사
상하이 국제 영화제의 역사는 그리 길지 않다. 상하이 국제 영화제는 1993년에 시작해 1994년 국제영화제작연맹으로부터 비전문 국제 영화제로 승인 받았다. 최초로 열린 국제 영화제가 상하이에서 열린 이유는 상하이의 근대적이고 전통적인 문화가 중국 영화 산업에 큰 비중을 차지하기 때문이다. 상하이 국제영화제는 2년에 한번씩 매년 홀수 해에 실시되었다. 하지만 2001년부터 매년 개최 하기로 하며 개최 하는 달도 6월도 변경했다. 2003년에는 SARS로 인해 제 7회 상하이 국제 영화제가 개최되지 못하였다.

## 시상
시상으로는 최우수 작품상, 최우수 감독상, 남우주연상, 여우주연상, 최우수 각본상, 심사위원 대상, 음악상, 최우수 촬영상을 시상하는 공식 경쟁 부문 금작상 (중국어 : 金爵奖) 골든 고블릿 어워즈와 아시아 지역의 젊고 우수한 영화감독, 배우, 촬영기사 등을 시상하는 아주 신인상(중국어 : 亚洲新人奖) 아시안 뉴 탤런트 어워즈가 있다.이 외에도 비경쟁 부문 시상이 존재한다.

심사위원단으로는 세계적인 영화감독들을 위촉하여 시상하고 있는데 우리나라의 '임권택'감독도 심사위원으로 위촉된 적이 있다고 한다.

## 역대 한국의 수상작
제1회 때 임권택 감독의 '서편제'로 최우수 감독상 수상, 2002년에 주경중 감독의 '동승'이 최우수 각본상 수상, 제7회 때 이재용 감독의 '스캔들'이 최우수 감독상과 음악상, 그리고 현지 기자단이 선정하는 베스트 시청각상 수상, 2013년에는 노덕 감독의 '연애의 온도'가 최우수 작품상을 수상한 바 있다.

## 주최
중국 상하이 자치정부와 중국 정부 소유의 거대 미디어 그룹인 상하이 미디어 엔터테인먼트 그룹(Shanghai Media Entertainment Group)이 주최하고 있다.

## 같이 보기
- 중국 영화